# Willy den Turk
Wilhelmina (Willy) Lagerman-den Turk (Rotterdam, 3 april 1908 – aldaar, 19 juni 1937) was een Nederlands zwemster.

## Biografie
Den Turk was in de jaren 1925-1927 oppermachtig op de rugslag; ze behaalde in die jaren driemaal achtereen de nationale titel op de 100 meter rugslag. In 1927 was ze daarnaast ook de Nederlands kampioen op de 200 meter en op de 400 meter rugslag. Naast de rugslag blonk Den Turk ook uit op de borstcrawl en speelde ze waterpolo. Ze behaalde op 10 juli 1927 een wereldrecord op de 100 meter rugslag met een tijd van 1.22,0, waarmee ze de eerste Nederlandse wereldrecordhoudster op de rugslag was. (Het wereldrecord op die afstand zou een jaar later overgenomen worden door een andere Nederlandse zwemster, Marie Braun.) Anderhalve maand na haar wereldrecord won ze een gouden medaille op de Europese kampioenschappen zwemmen 1927 op de 100 meter rugslag (1.24,6) en een zilveren medaille op de 4×100 meter vrije slag (5.11,6).
Den Turk, een zwemster van de Rotterdamsche Dames Zwemclub, was een grote kanshebster voor een medaille op de Olympische Zomerspelen 1928 in Amsterdam - ze stond gepland voor de 100 meter rugslag en de estafette, maar wegens een verwonding aan haar voet kon ze niet deelnemen aan de wedstrijden. Het bleek meteen het einde van haar actieve zwemcarrière. Den Turk trouwde in 1930 met Henri Emil Lagerman en in 1933 beviel ze van een zoon. Na een zeer kort ziekbed (ze was slechts één dag ziek) overleed ze in 1937 op 29-jarige leeftijd.

## Trivia
- In Rotterdam werd in 1999 een straat naar haar vernoemd: de Willy Lagermanstraat (korte tijd Willy den Turkstraat geheten).[6]